# Élections générales britanniques de 1885
Les élections générales britanniques de 1885 se sont déroulées du 24 novembre au 18 décembre 1885. Ces élections sont remportées par les libéraux.

## Résultats
| Parti | Parti                                 | Candidats | Candidats | Candidats | Votes     | Votes | Votes |
| Parti | Parti                                 | Présentés | Élus      | +/-       | Nombre    | %     | +/-   |
| ----- | ------------------------------------- | --------- | --------- | --------- | --------- | ----- | ----- |
|       | Parti libéral                         | 575       | 319       | -33       | 2 199 198 | 47,4  | -7,3  |
|       | Parti conservateur                    | 597       | 247       | +10       | 2 020 927 | 43,5  | +1    |
|       | Parti parlementaire irlandais         | 91        | 86        | +23       | 310 608   | 6,9   | +4,1  |
|       | Libéraux indépendants                 | 35        | 11        | +11       | 55 652    | 1,3   | N/A   |
|       | Libéral indépendant et Parti Crofters | 6         | 4         | +4        | 16 551    | 0,4   | N/A   |
|       | Conservateurs indépendants            | 8         | 2         | +2        | 12 599    | 0,3   | N/A   |
|       | Libéral-travailliste                  | 4         | 1         | +1        | 8 232     | 0,2   | N/A   |
|       | Indépendants                          | 6         | 0         | 0         | 6 570     | 0,1   | N/A   |
|       | Nationalistes indépendants            | 2         | 0         | 0         | 2 889     | 0,1   | N/A   |
|       | Restauration du terrain écossais      | 5         | 0         | 0         | 2 359     | 0     | N/A   |
|       | Royaliste irlandais                   | 6         | 0         | 0         | 1 869     | 0     | N/A   |
|       | Fédération social-démocrate           | 3         | 0         | 0         | 657       | 0     | N/A   |
| Total | Total                                 | 1 338     | 670       | =         | 4 638 235 | 100   | =     |